# شهرستان نوودرونکوفسکی
شهرستان نوودرونکوفسکی (به لاتین: Novoderevenkovsky District) یک شهرستان در روسیه است که در استان اریول واقع شده‌است.